# Lecane gallagherorum
Lecane gallagherorum är en hjuldjursart som beskrevs av Segers 1997. Lecane gallagherorum ingår i släktet Lecane och familjen Lecanidae. Inga underarter finns listade i Catalogue of Life.